# Deutsche Deklination
Die deutsche Deklination beschreibt innerhalb der deutschen Grammatik eine Abteilung der Bildung von Wortformen (Flexion). Deklination ist allgemein der Gegenbegriff zu Konjugation (der Formenbildung von Verben). Sie bezeichnet also die Formenbildung bei den nominalen Wortarten (im weiten Sinne von Nomen); diese sind: Substantiv (Hauptwort), Adjektiv (Eigenschaftswort, Beiwort), Pronomen (Fürwort), Numerale (Zahlwort) und Artikel (Geschlechtswort, Begleiter).
Die grammatischen Merkmale, die für die deutsche Deklination die Hauptrolle spielen, sind:
1. Kasus (Fall): Nominativ (Wer-Fall), Genitiv (Wes[sen]-Fall), Dativ (Wem-Fall), Akkusativ (Wen-Fall)
2. Numerus (Zahl): Singular (Einzahl) und Plural (Mehrzahl)
3. Genus (Geschlecht): Maskulinum (männliches Geschlecht), Femininum (weibliches Geschlecht), Neutrum (sächliches Geschlecht).

Dazu kommt bei Adjektiven die sogenannte Stärkeflexion.
Die Deklination im Deutschen geschieht meist mithilfe von Endungen (Suffixen) (Haus, Haus-es, Haus-e, Häus-er, Häus-ern); bei einigen dieser Endungen muss der betonte Vokal bei gewissen deutschen Nomina umgelautet werden (Haus – Häuser, Vater – Väter). Je nach Beschaffenheit des Wortstamms können Endungen auch vollständig weggefallen sein (ein Fenster – viele Fenster), eventueller Umlaut ist dabei erhalten geblieben (der Boden – die Böden).
Durch Verschmelzungen mit dem Wortstamm in früheren Sprachepochen zerfiel die Flexion der Substantive in mehrere Klassen mit unterschiedlichen Endungen. Adjektive und Pronomina haben dagegen ihre eigenen Endungen.

## Substantive und Personalpronomen

### Substantive

#### Starke, schwache und gemischte Deklinationen von Substantiven
In der Grammatiktradition nach Jacob Grimm wird zwischen starker, schwacher und gemischter Deklination von Substantiven unterschieden. Die Zuordnung der Substantive zu diesen Klassen erfolgt anhand der Endung im Genitiv Singular und im Nominativ Plural. Allerdings unterscheiden sich die Definitionen und Ordnungskriterien in den verschiedenen Grammatiken (siehe Anmerkungen).
| Genitiv Singular                                           | Nominativ Plural                                                        | Klasse                                                     | Beispiele                                                                   |
| Maskulina und Neutra (männliche und sächliche Hauptwörter) | Maskulina und Neutra (männliche und sächliche Hauptwörter)              | Maskulina und Neutra (männliche und sächliche Hauptwörter) | Maskulina und Neutra (männliche und sächliche Hauptwörter)                  |
| ---------------------------------------------------------- | ----------------------------------------------------------------------- | ---------------------------------------------------------- | --------------------------------------------------------------------------- |
| -(e)s (= -es oder -s)                                      | [a]: kein -(e)n [b]: -e, -er, -s oder -Ø [c]: -e, -er oder -Ø           | stark                                                      | Tag, Rat, Kind, Rad, Lehrer nach [a] und [b], nicht nach [c]: Akku          |
| -(e)n                                                      | –(e)n                                                                   | schwach                                                    | Mensch, Prinz, Hase (Anmerkung: Hier gibt es keine Neutra.)                 |
| -(e)s                                                      | –(e)n                                                                   | gemischt                                                   | Staat; Auge                                                                 |
| -(e)ns                                                     | –(e)n                                                                   | nicht klassifiziert                                        | Buchstabe                                                                   |
| Feminina (weibliche Hauptwörter)                           |                                                                         |                                                            |                                                                             |
| –                                                          | –(e)n                                                                   | [A]: schwach oder [B]: gemischt                            | Frau                                                                        |
| –                                                          | [a]: kein -(e)n oder [b]: -e, -er, -s oder -Ø oder [c]: -e, -er oder -Ø | stark                                                      | Gans, Hand; Mutter * nach [a] und [b], nicht nach [c]: Kamera; Mutti, Oma * |

Anmerkungen:
- Die Klassifizierung erfolgt ungeachtet der Endung -s, die im Genitiv Singular auftreten kann, wie in Mutters Geburtstag (sächsischer Genitiv).[1] und Omas Klamottenkiste.[2]
- Maskulina und Neutra mit Genitiv Singular -s und Nominativ Plural -s (Beispiel: Akku) sowie Feminina mit Genitiv -Ø und Plural -s (Beispiel: Kamera) gehören nach [a] (so bei Hentschel & Weydt, Roeckel) und [b] (so bei Pons: Die große Grammatik Deutsch) zu den starken Substantiven, nach [c] (so bei Pons: Zweifelsfrei Deutsch Grammatik und Pons: Perfektes Deutsch) sind sie nicht klassifiziert.
- Feminina mit Genitiv Singular -Ø und Nominativ Plural -(e)n gehören nach [A] (so bei Pons: Zweifelsfrei Deutsch Grammatik, Pons: Perfektes Deutsch und Pons: Die große Grammatik Deutsch) zu den schwachen Substantiven, nach [B] (so bei Hennings) zu den gemischten.

Diese Unterscheidung von starken, schwachen und gemischten Deklinationen von Substantiven ist jedoch nicht unumstritten, besonders bezüglich der Feminina.
Starke Deklinationen werden in diesem Artikel mit S für englisch strong ‚stark‘ und schwache und gemischte mit W für weak ‚schwach‘ bezeichnet.

#### Grundsätze
Im Allgemeinen gelten folgende Grundsätze für die Deklination aller Substantive:
- Feminina sind im Singular in der Regel unveränderlich. Ausgenommen sind Eigennamen, sowie die Wörter Mama, Mami, Mutti, Oma, Omi. Bei den letztgenannten Wörtern gibt es Genitive wie die Tasche der Mama als auch Mamas Tasche.[7]
- Im Plural sind Nominativ, Genitiv und Akkusativ stets identisch: die Tage, der Tage, die Tage.
- Bei Feminina und Neutra sind, in Singular und Plural, jeweils Nominativ und Akkusativ stets identisch.
- Die Dativ-Singular-Endung -e in einigen Klassen wird heute kaum noch verwendet.
- Es gibt folgende Endungen: -(e), -(e)n, -(e)r, -(e)s. Bei starken Substantiven ist der Dativ Plural und, bei Maskulina und Neutra, der Genitiv Singular am deutlichsten erkennbar.

Für Substantive, deren Wortstamm auf unbetontes -e, -el, -en, -er endet, gilt Folgendes:
- Diese Substantive werden nie nach S2 dekliniert, haben also nie die Endung -er.
- Alle angehängten Endungen verlieren ihr „e“, die Endungen sind also: -, -n, -s.

Durch die geringe Zahl an Endungen ist der Kasus eines Substantives häufig nur durch zusätzliche Artikel oder andere Attribute bestimmbar (zum Beispiel: der Sockel, dem Sockel, den Sockel, die Sockel).
Einige Wörter haben mehrere verschiedene Pluralformen, und bei einigen dieser Wörter sind die unterschiedlichen Pluralformen mit unterschiedlichen Bedeutungen verbunden.
- Wort: Wörter sind Vokabeln aus einem Wörterbuch, Worte ist eine sorgfältige Aneinanderreihung von Einzelwörtern („er machte nicht viele Worte“, „die Worte des Dichters“).
- Bank: Bänke sind Sitzgelegenheiten, Banken sind Geldinstitute.

#### Zugehörigkeit und Übersicht
Ein Substantiv an sich gibt keine Auskunft über die Zugehörigkeit zu einer Beugungsklasse. Im Allgemeinen lässt sich jedoch feststellen, dass
- Substantive auf unbetontes -e sowie die meisten Feminina meist nach W1/W2 dekliniert werden;
- Substantive auf unbetontes -en meist nach S5/S6 dekliniert werden;
- Substantive auf unbetontes -el, -er meist nach S5/S6 dekliniert werden, wenn sie maskulin/neutral sind, bzw. nach W2, wenn sie feminin sind;
- Feminina nur nach S3 oder W2 flektiert werden können (Ausnahmen: Mutter und Tochter nach S5).

Die Deklinationsklassen lassen sich zusammenfassen als
- e-Klasse, der Plural endet auf -e, Umlaut bei S1/S3/S5, kein Umlaut bei S4/S6
- er-Klasse, der Plural endet auf -er, immer mit Umlaut, Klasse S2
- en-Klasse, der Plural endet auf -(e)n, ohne Umlaut, Klassen W1/W2
- Mischklasse, W3 und W4

| Kasus              | e-Klasse    | e-Klasse ohne „e“ | er-Klasse     | en-Klasse      | en-Klasse ohne „e“ |
| ------------------ | ----------- | ----------------- | ------------- | -------------- | ------------------ |
| Kasus              | Tag (mask.) | Sockel (mask.)    | Haus (neutr.) | Mensch (mask.) | Traube (fem.)      |
| Nominativ Singular | der Tag     | der Sockel        | das Haus      | der Mensch     | die Traube         |
| Genitiv Singular   | des Tages   | des Sockels       | des Hauses    | des Menschen   | der Traube         |
| Dativ Singular     | dem Tag(e)  | dem Sockel        | dem Hause     | dem Menschen   | der Traube         |
| Akkusativ Singular | den Tag     | den Sockel        | das Haus      | den Menschen   | die Traube         |
| Nominativ Plural   | die Tage    | die Sockel        | die Häuser    | die Menschen   | die Trauben        |
| Genitiv Plural     | der Tage    | der Sockel        | der Häuser    | der Menschen   | der Trauben        |
| Dativ Plural       | den Tagen   | den Sockeln       | den Häusern   | den Menschen   | den Trauben        |
| Akkusativ Plural   | die Tage    | die Sockel        | die Häuser    | die Menschen   | die Trauben        |

#### Starke Deklination
- Nominativ und Akkusativ sind stets identisch.
- Der Genitiv Singular Maskulinum/Neutrum endet auf -(e)s.
- Der Dativ Singular Maskulinum/Neutrum kann auf -e enden.
- Im Plural tritt bei vielen Substantiven aller drei Geschlechter ein Umlaut auf (a > ä, aa > ä, au > äu, o > ö, u > ü). Umgelautete Doppelvokale werden gekürzt geschrieben (z. B. Saal – Säle). Substantive, die kein a, o, u als Stammvokal haben, können nicht umgelautet werden (z. B. Brett – Bretter; die Pluralendung -er steht immer mit Umlaut).

Starke Deklinationsklassen beruhen, historisch betrachtet, auf den urgermanischen Klassen mit stammbildendem Themavokal. Es wurde unterschieden zwischen a-, i-, o- und u-Stämmen. Zu den o-Stämmen gehörten nur Feminina, zu den a-Stämmen nur Maskulina und Neutra. Seit mittelhochdeutscher Zeit werden alle ehemaligen u-Stämme wie Substantive aus irgendeiner anderen Klasse behandelt.
Da alle auslautenden Vokale im Mittelhochdeutschen zu schwachem e abgeschwächt wurden, gibt es zwischen diesen beiden Klassen heute keinen Unterschied mehr – bis auf den Umlaut im Plural. Beispiel: im Singular Tag – Tages – Tage – Tag und Gast – Gastes – Gaste – Gast (die Endungen sind identisch), im Plural aber Tage – Tagen gegenüber „Gäste – Gästen“ (identische Endungen, aber Umlaut bei Gast). Tag war also ein alter a-Stamm (gotisch Dativ Plural dagam, deutsch: Tagen), während Gast ein alter i-Stamm war (gotisch Dativ Plural gastim, deutsch: Gästen). Man muss also bei jedem Substantiv die Pluralform mitlernen, da es aus dem Wortstamm selber nicht mehr ersichtlich ist, ob es ehemals ein a- oder i-Stamm gewesen ist.
Die Bildung nach den o-Stämmen ist in frühneuhochdeutscher Zeit verloren gegangen, die meisten betroffenen Substantive werden heute schwach dekliniert. Die Endung -er (mit Umlaut) tritt erstmals im Althochdeutschen bei ein paar vereinzelten Neutra zur Pluralbildung auf. Später wurde es auf einen Großteil aller Neutra und einige Maskulina ausgedehnt.
Die Klassen S1, S2 und S4 sind den Maskulina und Neutra vorbehalten, die Klasse S3 den Feminina.

##### S1: Umlaut + e (m./n.)
Zu dieser Klasse gehören viele Maskulina und einige Neutra.
| Kasus     | Singular     | Plural     |
| --------- | ------------ | ---------- |
| Nominativ | der Baum     | die Bäume  |
| Genitiv   | des Baum(e)s | der Bäume  |
| Dativ     | dem Baum(e)  | den Bäumen |
| Akkusativ | den Baum     | die Bäume  |

- Beispiele für Maskulina: Bach, Napf, Zahn, Hof …
- Beispiel für Neutra: Floß …

##### S2: Umlaut + er
In dieser Klasse sind alle Maskulina und Neutra vertreten, die im Plural einen Umlaut sowie das Endungsmorphem -er aufweisen.
| Kasus     | Singular     | Plural      |
| --------- | ------------ | ----------- |
| Nominativ | der Wald     | die Wälder  |
| Genitiv   | des Wald(e)s | der Wälder  |
| Dativ     | dem Wald(e)  | den Wäldern |
| Akkusativ | den Wald     | die Wälder  |

- Beispiele für Maskulina: Mund, Rand, Strauch, Wurm …
- Beispiele für Neutra: Amt, Blatt, Loch, Holz …

##### S3: Umlaut + e (f.)
Zu dieser Klasse gehören etwa 40 feminine Substantive in nicht-zusammengesetzter Form.
| Kasus     | Singular   | Plural       |
| --------- | ---------- | ------------ |
| Nominativ | die Frucht | die Früchte  |
| Genitiv   | der Frucht | der Früchte  |
| Dativ     | der Frucht | den Früchten |
| Akkusativ | die Frucht | die Früchte  |

Beispiele: Angst, Ankunft, Ausflucht, Axt, Bank (zum Sitzen), Braut, Brunft, Brunst, Brust, Faust, Frucht, Gans, Geschwulst (f. (auch n.); auch mit der Pluralform Geschwulste), Gruft, Hand, Haut, Kluft, Kraft, Kuh, Kunst, Laus, Luft, Lust, Macht, Magd, Maus, Nacht, Naht, Not, Nuss, Sau (auch mit der Pluralform Sauen), Schlucht (auch mit der Pluralform Schluchten), Schnur, Schoß (Frauenrock; auch mit der Pluralform Schoßen), Stadt, -statt (z. B. Schlafstatt; auch mit der Pluralform -stätten), Sucht, Wand, Wulst (f. (auch m.)), Wurst, Zunft.

##### S4: -e (ohne Umlaut)
Die Maskulina und Neutra dieser Klasse flektieren wie diejenigen aus S1, sie haben im Plural jedoch keinen Umlaut.
| Kasus     | Singular      | Plural      |
| --------- | ------------- | ----------- |
| Nominativ | das Schaf     | die Schafe  |
| Genitiv   | des Schaf(e)s | der Schafe  |
| Dativ     | dem Schaf(e)  | den Schafen |
| Akkusativ | das Schaf     | die Schafe  |

- Beispiele für Maskulina: Bau (Höhle, Unterschlupf), Berg, Docht, Fisch, Gurt …
- Beispiele für Neutra: Bein, Brot, Kamel, Pferd …

Hierzu gehören alle Substantive auf -ment, z. B. Pergament, Testament.

##### S5: Umlaut ohne Endung
Zu dieser Klasse gehören vor allem Maskulina auf -el, -en, -er sowie zwei Feminina auf -er:
| Kasus     | Singular   | Plural    |  | Singular   | Plural      |
| --------- | ---------- | --------- |  | ---------- | ----------- |
| Nominativ | der Boden  | die Böden |  | die Mutter | die Mütter  |
| Genitiv   | des Bodens | der Böden |  | der Mutter | der Mütter  |
| Dativ     | dem Boden  | den Böden |  | der Mutter | den Müttern |
| Akkusativ | den Boden  | die Böden |  | die Mutter | die Mütter  |

- Anmerkung: Mutter kann im Genitiv Singular ein s annehmen, wenn es wie ein Eigenname benutzt wird, beispielsweise bei Mutters Geburtstag.
- Beispiele für Maskulina: Boden, Bogen, Faden, Hafen …
- Beispiel für Neutra: Kloster …

Hierzu gehören die Verwandtschaftsnamen, Überbleibsel der indogermanischen r-Stämme:
Maskulin: Bruder, Vater
Feminin: Mutter, Tochter
Schwester wird schwach dekliniert.

##### S6: unveränderter Plural
Zu dieser Klasse gehören vor allem Maskulina und Neutra auf -el, -er; die einzigen Endungen sind -s im Genitiv Singular und -n im Dativ Plural.
| Kasus     | Singular   | Plural     |  | Singular   | Plural     |
| --------- | ---------- | ---------- |  | ---------- | ---------- |
| Nominativ | der Jäger  | die Jäger  |  | das Opfer  | die Opfer  |
| Genitiv   | des Jägers | der Jäger  |  | des Opfers | der Opfer  |
| Dativ     | dem Jäger  | den Jägern |  | dem Opfer  | den Opfern |
| Akkusativ | den Jäger  | die Jäger  |  | das Opfer  | die Opfer  |

- Beispiele für Maskulina: Bürger, Gegner, Meister, Artikel, Teufel …
- Beispiele für Neutra: Fenster, Feuer, Rudel, Segel …

Hierher gehören fast alle Täterbezeichnungen, sowie viele Bezeichnungen von Völkern: Bäcker, Jäger, Afrikaner, Engländer, Australier …

#### Schwache und gemischte Deklination
Die schwachen Klassen haben sich aus den urgermanischen n-Stämmen entwickelt, also Substantiven, deren Wortstamm ursprünglich auf -n- endete. Dieses -n- ist teilweise bis heute in der Deklination zu erkennen. Im Germanischen wurden an-, in- und on-Stämme unterschieden – wie bei den a-, i- und o-Stämmen der starken Deklination waren an-Stämme für Maskulina und Neutra, on-Stämme für Feminina vorbehalten; zu den in-Stämmen zählen nur Abstrakta aus Adjektiven (z. B. Höhe, Größe, Länge ). Der einzige Unterschied zu den starken Klassen ist hier, dass alle umlautfähigen in-Stämme den Umlaut auch im Singular haben.
Die Endung -en entspricht eigentlich dem ursprünglichen Wortstamm, alle nachfolgenden Endungen sind jedoch weggefallen (Als Beispiel diene die gotische Deklinationsreihe hraba – hrabins – hrabin – hraban – hrabans – hrabane – hrabam – hrabans: der ersten Form hraba entspricht im Neuhochdeutschen Rabe, alle anderen Formen erscheinen vereinfacht zu Raben).

##### W1:-(e)n(m./n.)
| Kasus     | Singular  | Plural    |  | Singular   | Plural     |
| --------- | --------- | --------- |  | ---------- | ---------- |
| Nominativ | der Bär   | die Bären |  | der Bauer  | die Bauern |
| Genitiv   | des Bären | der Bären |  | des Bauern | der Bauern |
| Dativ     | dem Bären | den Bären |  | dem Bauern | den Bauern |
| Akkusativ | den Bären | die Bären |  | den Bauern | die Bauern |

- Diese Art der Deklination wird in der Deutschen Grammatik als N-Deklination bezeichnet.
- Substantive dieser Klasse werden im Singular umgangssprachlich manchmal stark dekliniert, bei Substantiven auf -e ist das jedoch meist nicht der Fall (umgangssprachliche Beispiele: „dem Bär ↔ dem Raben, den Bär ↔ den Raben“, „des Bärs ↔ des Raben“).
- Beispiele für Maskulina: Bär, Mensch, Held, Herr (Genitiv: Herrn oder selten Herren, Plural Herren), Fürst, Graf, Prinz, Zar, Welf, Schenk, Hirt, Schultheiß, Fels, Spatz, Fink, Pfau, Greif, Leu, Narr, Tor, Depp, Geck, Mohr, Oberst, Untertan, Vorfahr, Ahn, Typ, Graph, Tyrann, Kamerad, Bote, Rabe, Löwe, Welpe, Hase …

Hierher gehören alle Zugehörigkeitsbezeichnungen mit den folgenden Endungen (Suffixen):
-ade: Nomade
-ale (m.): Kannibale, Rivale, Wandale
-and: Proband
-ant: Demonstrant, Elefant, Gigant, Informant, Mandant, Musikant, Mutant, Passant, Protestant, Sextant, Trabant
-arch: Anarch, Monarch, Oligarch
-at: Autokrat, Automat, Demokrat, Diplomat, Kastrat, Magnat, Pirat, Prälat, Primat (Säugetier), Soldat
-ent: Abiturient, Dozent, Klient, Konkurrent, Kontrahent, Präsident, Student
-et: Exeget, Komet, Magnet, Planet, Prophet
-isk: Obelisk
-ist: Anarchist, Artist, Buddhist, Christ
-ik: Katholik
-it: Alewit, Eremit, Jemenit, Schiit, Sunnit, Wahhabit
-one: Mormone, Ottone
-ot: Chaot, Idiot
-und: Vagabund
-ut: Rekrut
-aut: Astronaut, Kosmonaut, Argonaut
-eut: Therapeut, Pharmazeut
Weiter alle Bezeichnungen auf -graph/-graf, -loge, -nom und -soph:
Biograph, Digraph, Geograph, Photograph/Fotograf
Astrologe, Biologe, Geologe, Neurologe, Philologe, Psychologe
Astronom, Ökonom, Taxonom
Philosoph, Theosoph
Hierher gehört auch ein Großteil der Bezeichnungen für Volksangehörige mit Endung -e:
Afghane, Apache, Brite, Chinese, Burmese, Däne, Este, Finne …

##### W2:-(e)n(f.)
Die meisten Feminina gehören in diese Klasse. Die kurze Endung -n kann nach stammauslautendem -l- oder -r- und nach Vokal stehen. Bei Stämmen auf -in(n)- erscheint das zweite -n- in der heutigen Schreibung nur im Plural. Besonders ursprüngliche o- und on-Stämme befinden sich in dieser Klasse.
| Kasus     | Singular  | Plural      |  | Singular  | Plural     |
| --------- | --------- | ----------- |  | --------- | ---------- |
| Nominativ | die Stirn | die Stirnen |  | die Birne | die Birnen |
| Genitiv   | der Stirn | der Stirnen |  | der Birne | der Birnen |
| Dativ     | der Stirn | den Stirnen |  | der Birne | den Birnen |
| Akkusativ | die Stirn | die Stirnen |  | die Birne | die Birnen |

Beispiele für Feminina:
Achse, Akazie, Allee, Ameise …
Ammer, Aster, Blatter, Elster, Flunder …
Art, Bucht, Fahrt, Flur (nutzbare Landfläche), Frau, Furt, Mure, Schau, Schicht, Schlucht, Stirn, Tat, Uhr, Werft …
Hierher gehören die meisten Baumnamen, Fruchtnamen, viele Tier- und Blumennamen sowie Bezeichnungen für Musikinstrumente, außerdem alle Wörter mit den folgenden Suffixen:
-ade: Karbonade, Limonade, Marmelade, Maskerade, Parade, Rochade, Schokolade
-äne: Fontäne, Moräne, Muräne
-ete: Machete, Rakete
-ette: Kassette, Klarinette, Manschette, Marionette, Pinzette, Pipette, Rosette, Silhouette
-euse: Chauffeuse, Friseuse
-ie: Allergie, Embolie
-in (veraltet auch -inn), Plural -innen: Fürstin, Hündin, Journalistin, Lehrerin, Prinzessin, Schneiderin
-ine: Doline, Gardine, Kantine, Kusine, Lawine, Maschine, Praline, Rosine, Saline, Slawine, Turbine
-ode: Mode, Periode
-ole: Konsole, Parole
-ose: Diagnose, Neurose, Psychose, Thrombose, Tuberkulose, Zirrhose
-üre: Allüre, Broschüre, Lektüre, Maniküre
Weiterhin gehören alle Abstrakta hierher, die auf -heit, -keit, -ion, -ung enden.

##### W3: 1. Mischklasse, Genitiv-(e)s
Der Singular dieser Mischklasse flektiert stark (Genitiv auf -(e)s), der Plural schwach.
| Kasus     | Singular  | Plural    |  | Singular    | Plural    |
| --------- | --------- | --------- |  | ----------- | --------- |
| Nominativ | das Auge  | die Augen |  | das Ohr     | die Ohren |
| Genitiv   | des Auges | der Augen |  | des Ohr(e)s | der Ohren |
| Dativ     | dem Auge  | den Augen |  | dem Ohr(e)  | den Ohren |
| Akkusativ | das Auge  | die Augen |  | das Ohr     | die Ohren |

- Beispiele für Maskulina: Schmerz, Staat, auf -tor endende Substantive (Autor, Prospektor, …)
- Beispiele für Neutra: Auge, Ohr, Hemd, Bett, Verb …

Ebenfalls in diese Klasse gehört Bau (Gebäude) mit dem unregelmäßigen Plural Bauten.

##### W4: 2. Mischklasse, Genitiv-ens
In dieser Mischklasse werden schwache und starke Genitivendung miteinander kombiniert, die übrigen Kasus gehen nach W1. Die meisten (maskulinen) Nomina dieser Klasse kennen im Nominativ Singular neben einer Form auf -e auch eine Variante auf -en, z. B. der Same und der Samen.
| Kasus     | Singular   | Plural    |  | Singular     | Plural     |
| Nominativ | der Name   | die Namen |  | das Herz     | die Herzen |
| Genitiv   | des Namens | der Namen |  | des Herzens  | der Herzen |
| Dativ     | dem Namen  | den Namen |  | dem Herz(en) | den Herzen |
| Akkusativ | den Namen  | die Namen |  | das Herz     | die Herzen |

- Beispiele für Maskulina: Buchstabe, Name, Same, Friede, Funke, Glaube(n), Wille, Gedanke, Haufe(n)
- Beispiel für Neutra: Herz

#### Abkürzungen und Fremdwörter
Abkürzungen können im Plural -s haben, Maskulina und Neutra können diese Endung ebenfalls im Genitiv Singular haben: der IM, des IM[s], die IM[s]; der PC, des PC[s], die PC[s]; die CD, der CD, die CDs. Die übrigen Kasus sind unveränderlich.
Fremdwörter unterliegen kaum festen Regeln. Häufig werden sie ganz wie deutsche Wörter dekliniert, indem sie in eine Klasse eingeordnet werden (dies gilt vor allem für Lehnwörter, zum Beispiel Armee – Armeen, Karzer – Karzer …).
Ansonsten gilt meist:
- Der Genitiv Singular Maskulinum/Neutrum hat die Endung -s (nach s, x, z entfällt sie meistens).
- Dativ und Akkusativ Singular haben keine Endung.
- Feminina sind im Singular in der Regel unveränderlich.
- Die Endung für alle Kasus des Plurals ist häufig unregelmäßig, der Dativ Plural bleibt in diesen Fällen unverändert.
- Fremdwörter, die auf Vokal (außer kurzes e) enden und jünger sind bzw. aus dem Französischen oder Englischen stammen, haben in allen Pluralformen in der Regel -s: Kameras, Büros, Cafés/Kaffees, Kasinos, Kolibris, Taxis. Ausnahmen: Pizzen (auch Pizzas und Pizze), Risiken (auch Risikos). Der Genitiv lautet: der Kamera, des Cafés, des Büros, des Kolibris, des Kasinos, des Taxis, der Pizza usw.
- Fremdwörter werden teilweise in eine deutsche Klasse eingeordnet. So sind die Fassade (Pl. Fassaden) und die Box (Pl. Boxen) in die schwache Klasse eingeordnet worden, während Computer und Scanner wie Lehrer dekliniert werden. Bei anderen Fremdwörtern wiederum bleibt der fremde Plural (zum Beispiel Debüts, Fans, Joysticks, Hits, Kids) erhalten.

Für Fremdwörter aus dem Lateinischen und Griechischen, aber auch aus romanischen Sprachen gilt:
- Viele Fremdwörter sind vollständig eingedeutscht: Helikopter – des Helikopters, Fotograf – des Fotografen …
- Fremdwörter, die ihre alte Rectus-Endung erhalten haben, wurden teilweise mit deutschen Pluralendungen versehen: Zentrum – Zentren, Museum – Museen, Magma – Magmen, Globus – Globen, Virus – Viren, Stimulans – Stimulanzien …, der Genitiv lautet auch hier einfach des Zentrums, des Museums, des Magmas, des Globus oder des Globusses, des Virus, des Stimulans.
- Andere jedoch haben sogar ihre alte Mehrzahlendung erhalten: das Praktikum – des Praktikums – die Praktika, die Supernova – der Supernova – die Supernovae, der Terminus – des Terminus – die Termini, das Lexikon – des Lexikons – die Lexika, das Genus – des Genus – die Genera, das Tempus – des Tempus – die Tempora, der Kasus – des Kasus – die Kasus, das Numerale – des Numerales – die Numeralia oder die Numeralien.
- Ein häufiger griechischer Mehrzahltyp für Neutra besteht aus der Endung -ta/te: das Klima – die Klimata, das Stigma – die Stigmata, das Komma – die Kommata …
- Weitere Überbleibsel alter Pluralformen mit eingedeutschten Nebenformen sind das Lexikon – des Lexikons – die Lexika/Lexiken, der Atlas – des Atlas/Atlasses – die Atlanten/Atlasse, das Visum – des Visums – die Visa/Visen…

Fremdwörter aus anderen Sprachen wurden teilweise völlig eingedeutscht (z. B. der Taifun – des Taifuns – die Taifune), andere (weniger gebräuchliche) haben ihre ursprüngliche Mehrzahlbildung beibehalten (z. B. das Ksar – des Ksars – die Ksur, gemeint ist eine rechteckige Berbersiedlung).

#### Eigennamen
Eigennamen haben in der Regel keinen Plural, der einzig veränderte Kasus ist dann der Genitiv Singular: Moskau – Moskaus, Mississippi – Mississippis, Mount Everest – des Mount Everests …
Personennamen werden häufig im Genitiv dem Substantiv ohne Artikel vor- oder nachgestellt (Peters Ziegen, die Sorgen Uriels) – hierfür bekommen Personennamen aller Geschlechter die Endung -s – wäre dieses aufgrund eines vorausgehenden Zischlautes (s, ß, x, z) nicht hörbar, wird durch einen Apostroph ersetzt: Peters, Veronikas, Hans’, Max’, Fritz’. Statt des Apostrophs steht manchmal die Endung -ens: Fritzens.
Auch ein Plural muss manchmal gebildet werden. Hierbei gibt es eigentlich überhaupt keine festen Regeln. Man behilft sich folgendermaßen:
- Bei Namen auf unbetontes -er gibt es keine Endung: alle Peter auf der Welt.
- Bei Namen auf Zischlaut kann die Endung -e mit Umlaut stehen: alle Mäxe/Hänse auf der Welt.
- Oftmals steht die Mehrzahlendung -s: alle Veronikas/Uriels/ … auf der Welt.

Bei Namen aus dem Lateinischen gelten manchmal andere Regeln:
- Petrus, Genitiv Petri
- Jesus, Genitiv/Dativ/Vokativ Jesu, Akkusativ Jesum
- Maria hat manchmal den alten Genitiv Mariä (neben Marias und Mariens). Diese Form ist auch als altertümlicher Dativ üblich (der Akkusativ Mariam ist nicht mehr gebräuchlich).

Bei Namen von Unternehmen oder Organisationen und bei Werktiteln besteht eine gewisse Neigung zur Aufgabe der Deklination, indem manchmal der Nominativ für alle Fälle eintritt (Gen.: Betrieb der Deutsche Bahn anstatt: Betrieb der Deutschen Bahn, Dat.: in Schillers Räuber anstatt: in Schillers Räubern). Von den Sprachlehren wird dies abgelehnt.

### Personalpronomen

#### Flexion der Personalpronomen
Die Deklination der Personalpronomen unterscheidet sich grundsätzlich von der aller anderen Nomen, allein schon dadurch, dass es bei vielen Pronomen unterschiedliche Stämme gibt (zum Beispiel ich ↔ mich, wir ↔ uns).
Dieser Zustand ist schon seit indogermanischer Zeit präsent, vergleiche dazu:
- deutsch ich, gotisch ik, altindisch ahám gegenüber deutsch mich, gotisch mik, lateinisch mē, altgriechisch emé, me;
- deutsch wir, gotisch weis, hethitisch u̯ēš gegenüber deutsch uns, gotisch uns, hethitisch anz-.

In der 3. Person stehen verschiedene Stämme:
- der Pronominalstamm i- liegt deutsch er/ihm/ihn ~ es, gotisch is/imma/ina ~ ita, lateinisch is/ei/eum ‚dieser, er‘ ~ id ‚dieses, es‘ zugrunde;
- der Demonstrativstamm ḱi- (fortgesetzt in her, hier und hin) tritt auf bei niederländisch hij/hem ~ het, englisch he/him, skandinavisch han/ham.

Das Personalpronomen enk im Akk. Dat. Plural, das in einigen bairischen Dialekten auftritt, entstammt der ursprünglichen Dualform *inke der 2. Person, vergleiche altsächsisch ink und altenglisch inc. Weitere Dualformen kennt das Deutsche nicht mehr.
- Ein reflexives Personalpronomen existiert nur mehr im Dativ und Akkusativ (sich). Im Genitiv springt dafür das Pronomen der 3. Person ein (seiner/ihrer).
- Der Genitiv des Personalpronomens wird heute selten verwendet. Er steht im Grunde genommen nur als Objekt nach Verben, die den Genitiv verlangen (erinnert sich meiner, erbarme dich unser, gedenke ihrer …; hier stehen auch vereinzelt die obsoleten Formen mein, dein, zum Beispiel vergiss mein nicht).

Besitzanzeigend stehen die Possessivpronomen (siehe unten).
|           | Singular      | Singular      | Singular      | Singular  | Singular      | Plural          | Plural       | Plural    | reflexiv  |
| Kasus     | 1. Person     | 2. Person     | 3. Person     | 3. Person | 3. Person     | 1. Person       | 2. Person    | 3. Person | 3. Person |
| --------- | ------------- | ------------- | ------------- | --------- | ------------- | --------------- | ------------ | --------- | --------- |
| Nominativ | ich           | du            | er            | sie       | es            | wir             | ihr          | sie       |           |
| Genitiv   | meiner (mein) | deiner (dein) | seiner (sein) | ihrer     | seiner (sein) | unser (unserer) | euer (eurer) | ihrer     |           |
| Dativ     | mir           | dir           | ihm           | ihr       | ihm           | uns             | euch         | ihnen     | sich      |
| Akkusativ | mich          | dich          | ihn           | sie       | es            | uns             | euch         | sie       | sich      |

Im Genitiv ist beim Plural die kürzere, beim Singular sowie bei der Zusammenziehung mit wegen die längere Form üblich. Bei der Zusammenziehung wird das auslautende -er in -et umgewandelt (meinetwegen, deinetwegen, seinetwegen, ihretwegen, unseretwegen, euretwegen, ihretwegen).

#### Personalpronomen als Teil der Nominalphrase
Auf Personalpronomen können in Einzelfällen Adjektive folgen:
- Nach ich, du und Sie werden Adjektive stark (ich arm-es Huhn; du lieb-er Gott; du Verrückt-er; Sie wild-es Kaleidoskop,[10]) im Dativ auch schwach flektiert (mit mir arm-er/arm-en Frau; mit dir faul-em/faul-en Kerl).[11]
- Nach ihr und wir werden Adjektive im Nominativ meist schwach (ihr fleißig-en [seltener: fleißig-e] Leser; ihr beiden [seltener:] beide), in den anderen Kasus dagegen stark flektiert (für euch fleißi-ge Leser; für euch Fleißi-ge).[12][13]

### Kasus und Genus

#### Verwendung der Kasus

##### Der Nominativ
Der Nominativ (Wer-Fall) steht als Subjekt des Satzes, außerdem übernimmt er die Form des Vokativs: die Katze springt auf den Tisch, der Schnee fällt, er gibt ihm den Schuh; komm, liebe Katze, komm!, (oh) Mensch!, du Idiot!. Er steht dabei meist am Satzanfang, oft auch nach dem finiten Prädikat, einem Adverb oder einem Objekt.
Adjektive und Substantive im Nominativ können zusammen mit dem Hilfsverb sein das intransitive Prädikat bilden: er ist groß, sie ist seine Sekretärin, viele Leute sind Protestanten, sie werden bald arbeitslos sein.

##### Der Genitiv
Der Genitiv wird in der Umgangssprache und den Dialekten relativ selten verwendet, am häufigsten wird er hochsprachlich genutzt.
Der Funktionsumfang des Genitivs ist am größten von allen vier Kasus:
- Bildung des Possessivs: das Buch des Händlers, Ursulas Haus
- Zugehörigkeit: die Tür des Hauses, die Blätter der Bäume
- Genitivobjekt bei bestimmten Verben: sie verwiesen ihn des Landes, er wurde dieses Verbrechens beschuldigt
- Er steht nach den Präpositionen wegen, ob, innert, während, trotz, dank, kraft, mittels, zwecks, aufgrund, innerhalb, im Laufe … und der Postposition halber: wegen des Regens, ob dieser Umstände, der Eintracht halber, zwecks einschneidender Lohnsenkungen, trotz der Proteste, aufgrund der Geschehnisse, innerhalb eines Tages, im Laufe dreier Jahre
- Er kann zusammen mit bestimmten Adjektiven stehen: der deutschen Sprache mächtig, in älterem Sprachgebrauch kann er prädikativ verwendet werden: sie ist guter Dinge.
- Er fungiert (eingeschränkt) als Genitivus absolutus, also zur Beschreibung eines (tatsächlichen oder figürlichen) Begleitumstands ohne grammatische Abhängigkeit vom Rest des Satzes: er verließ das Büro erhobenen Hauptes, stehenden Fußes (Lehnübersetzung aus dem Lateinischen), heutigentags (von *„heutigen Tags“) usw.

In den drei ersten Fällen steht das im Genitiv deklinierte Substantiv hinter dem Bezugswort.
Die Präposition wegen kann dem Bezugswort auch nachgestellt werden: des Regens wegen. Bei Personalpronomen steht der Dativ; dies ist die einzige Möglichkeit, wenn das Personalpronomen noch erweitert wird (wegen euch beiden); steht es jedoch das Personalpronomen allein, sind die Komposita meinetwegen, deinetwegen, seinetwegen, unseretwegen, euretwegen, ihre(n)twegen möglich und dann hochsprachlich einzig zugelassen (in der Umgangssprache auch hier mit Dativ, wegen mir usw.) In einigen Dialekten kann auch der Genitiv stehen (so im Bairischen wegen meiner, auch wenn dieses den Genitiv anderweitig fast und gerade nach wegen vollständig verloren hat).
Der Genitiv wird häufig durch die Präposition von+Dativ umschrieben. Dies geschieht in partitiver Verwendung: niemand von uns. Vor Substantiven steht im Partitiv die Präposition aus: drei Arbeiter aus dieser Fabrik. Vor Pluralwörtern ohne Artikel und begleitendem Adjektiv (die sonst unmarkiert wären) ist die von-Umschreibung auch in der Hochsprache zulässig und verbindlich: ein Zeitraum von Stunden, aber ein Zeitraum mehrerer Stunden.
Umgangssprachlich werden die genannten Funktionen folgendermaßen umschrieben:
- Possessiv: das Buch vom Händler/dem Händler sein Buch, das Haus von (der) Ursula/Ursula ihr Haus.
Man bedient sich also der Präposition von+Dativ oder des Rheinischen Genitivs.
Possessivpronomen werden nach wie vor häufig verwendet.
- Zugehörigkeit: die Tür vom Haus, die Blätter von den Bäumen/den Bäumen ihre Blätter
- Das Genitivobjekt wird bei einigen Verben durch ein Akkusativobjekt (veraltet, heute noch gehoben: jemandes vergessen, daneben auch jemanden vergessen), bei anderen durch eine Partizipialkonstruktion (älter oder gehoben: sich jemandes erinnern, jünger: sich an jemanden erinnern; älter oder gehoben: jemanden einer Sache anklagen, jünger jemanden wegen einer Sache anklagen) ersetzt, im Übrigen muss es umschrieben werden: sie wiesen ihn aus dem Land, man gab ihm die Schuld an dem Verbrechen.
- Die Präpositionen wegen und trotz (sowie auch innert) tragen – je nach Region – umgangssprachlich häufig den Dativ: wegen dem Regen, trotz den Protesten. Bei anderen Präpositionen, deren Konstruktion teilweise noch deutlich erkennbar ist (aufgrund, anstatt, im Laufe, aber auch: innerhalb), steht von: aufgrund von den Ereignissen, innerhalb von einem Tag, im Laufe von drei Jahren.
- Der Genitiv mit bestimmten Adjektiven oder in prädikativer Stellung existiert ohnehin nur in einigen Redewendungen, sodass diese in der Umgangssprache noch Verwendung finden. Der adverbiale Genitiv wird durch Präpositionen ersetzt: er verließ das Büro mit erhobenem Kopf.

##### Der Dativ
Der Dativ steht hauptsächlich als indirektes Objekt: das sehe ich dir an, er gibt ihm den Schuh. Außerdem steht er oft bei subjektiven Eindrücken: es ist mir zu kalt, das Buch ist ihm zu kompliziert.
Der Dativ steht nach folgenden Präpositionen:
mit, ab, aus, bei, nach, von, vor, zu, binnen
Außerdem steht er nach folgenden Präpositionen zur Angabe des Ortes:
an, in, auf, unter, über, vor, hinter, bei, neben
sowie vor den Postpositionen
voraus, voran

##### Der Akkusativ
Der Akkusativ (dessen Formen von denen des Nominativs häufig nicht verschieden sind), steht als direktes Objekt bei transitiven Verben: ich sehe dich, er gibt ihm den Schuh.
Der Akkusativ steht nach folgenden Präpositionen:
für, ohne, durch, gegen, um, bis
Außerdem steht er nach den Präpositionen an, in, auf, unter, über, vor, hinter, durch und neben zur Angabe der Richtung oder der Bewegung und vor der Postposition entlang.

##### Unsicherheiten
In einigen Fällen besteht auch bei deutschen Muttersprachlern vielfach Unsicherheiten und schwankender Sprachgebrauch. Dies betrifft unter anderem:

###### Appositionen
Bei Appositionen herrscht Kasuskongruenz, wenn die Apposition:
- einen Artikel enthält (Oskar Roehler, der Sohn von Gisela Elsner, ist ein bekannter Filmregisseur. Oskar Roehler, dem Sohn von Gisela Elsner, wurde der Deutsche Filmpreis verliehen. Die Veranstalter der Berlinale luden Oskar Roehler, den Sohn von Gisela Elsner, ein.)[14]
- ein Demonstrativ- oder Possessivpronomen enthält (Der Designer arbeitet am liebsten mit Kaschmir, diesem vielseitigen Material. Erika unternahm die Reise mit Klaus, ihrem Bruder.)[14]
- ein Kalenderdatum enthält (Die Potsdamer Konferenz begann am Dienstag, dem 17. Juli 1945. Die Uraufführung findet Sonnabend [=adverbialer Akkusativ], den 3. Februar, in München statt.)[15]

Nicht-standardsprachliche Abweichungen von der Kasuskongruenz in Form eines „appositiven Dativs“ finden sich besonders häufig:
- nach Präpositionen, die den Genitiv oder Akkusativ regieren („Ein Geschenk für Bruno, dem Bruder von Maria“ – statt standardsprachlich: „für Bruno, den Bruder von Maria.“ – „Wegen eines Schnupfens, diesem leidigen Wehwehchen“ – statt standardsprachlich: „eines Schnupfens, dieses leidigen Wehwechens.“)[16]
- bei Akkusativobjekten (Sorgfältige Anmerkungen und ein Register erschließen den inhaltsreichen und gut bebilderten Band..., „einem wichtigen Beitrag über Thoma und seine Zeit.“ – statt standardsprachlich „...einen wichtigen Beitrag“.)[16]
- bei possessiven Attributen („Das Kino zeigt einen Film Oskar Roehlers, dem Sohn von Gisela Elsner.“ – statt standardsprachlich: „...des Sohns...“)[16]

Wenn die Apposition sich nach einer vorausgehenden Präposition richtet, wie im Beispiel „von + Dativ“, soll standardsprachlich hingegen die Apposition in den Dativ gesetzt werden, statt den gesamten von-Teil durch einen Genitiv aufzugreifen:
- „Der Unfall von Toni Kalderer, einem erfahrenen Skiläufer [statt: eines erfahrenen Skiläufers], überraschte allgemein.“[17]

Kasusabweichungen sind bei Appositionen möglich oder gar zwingend, wenn die Apposition:
- kein Artikelwort, aber ein Adjektiv oder ein substantiviertes Adjektiv enthält (Kasuskongruenz oder Nominativ: Die Delegation traf sich mit Dan Meridor, stellvertretendem/stellvertretender Premierminister von Israel. Alexander VII. begrüßte Claude de Mesmes, Abgesandten/Abgesandter des französischen Königs.)[18]
- weder ein Artikelwort noch ein Adjektiv enthält (nur Nominativ: Das Spätwerk des vielfach preisgekrönten Philip Roth, Schriftsteller in New York. Das Erstlingswerk des ehemaligen Stipendiaten, Lutz Seiler.)[16]

###### Reihungen
Kasusabweichungen sind auch bei Reihungen möglich. Beispiel:
- Fügungen mit Kalenderdatum, wenn diese nicht als Apposition, sondern als Reihung gedeutet werden (Die findet Sonnabend [=adverbialer Akkusativ], dem 3. Februar, in München statt.). Ob solche Reihungen als korrekt aufzufassen sind, ist umstritten.[15]

###### Elliptische Parenthesen
Von Appositionen zu unterscheiden sind elliptische Parenthesen: verkürzte eingeschobene Sätze. Hier sind Kasusabweichungen möglich. Beispiele:
- Fügungen mit alles, jedes (Nominativ: Die Pléiade bestand aus Ronsard, Du Bellay, Dorat, Belleau, de Baïf, de Tyard und Jodelle, alles Männer.)[15]
- Fügungen am Satzanfang, die man als verkürzte Partizipphrasen (mit Weglassung von seiend) auffassen kann (Nominativ: In zahlreichen Familien ein gern gesehener Gast, betraute man ihn mit dieser Aufgabe.)[15]

#### Genus (Geschlecht)
Deutsche Substantive, Adjektive und Pronomen treten in drei Genera (Geschlechtern) auf: maskulin (männlich), feminin (weiblich) oder neutral (sächlich). Das natürliche Geschlecht (Mädchen ist eine weibliche Person, Tisch ist ein Gegenstand) stimmt vor allem bei nichtbelebten Dingen meist nicht mit dem grammatischen Geschlecht überein (das Mädchen (neutral), der Tisch (maskulin)).
Grundsätzlich gilt:
- Substantive auf -ei, -schaft, -heit, -keit, -ung, -(t/s/x)ion, -(i)tät, sowie auf -öse (franz. -euse), -iere (franz. -ière) sind feminin
- Substantive auf -tum, -lein, -chen sind neutral (wobei es auch Ausnahmen gibt, z. B.: der Irrtum, der Reichtum)

## Artikelwörter und Adjektive
Artikelwörter und Adjektive haben im Deutschen besondere Flexionsendungen gemeinsam, die sich oft grundlegend von denen der Substantive unterscheiden.

### Was sind Artikelwörter?
Die traditionelle, aus der Beschreibung des Lateinischen entstandene Grammatik mit ihrer Scheidung von Artikeln, Pronomen, Adjektiven und Zahlwörtern als unterschiedliche Wortarten ist für eine adäquate Beschreibung der Flexion im Deutschen wenig leistungsfähig. In der aktuellen Ausgabe der Duden-Grammatik tritt an ihre Stelle daher die Unterscheidung von Artikelwörtern (Determinativa) und Adjektiven.
| Wortklasse                  | Wortklasse                             | Beispiele |
| Moderne Bezeichnung         | Bezeichnung in der Traditionsgrammatik | Beispiele |
| --------------------------- | -------------------------------------- | --- |
| Definiter Artikel           | Bestimmter Artikel                     | der, die, das |
| Indefiniter Artikel         | Unbestimmter Artikel                   | ein, eine |
| Possessive Artikelwörter    | Possessivpronomen                      | mein Buch |
| Demonstrative Artikelwörter | Demonstrativpronomen                   | das Buch, dieses Buch, jenes Buch, dasjenige Buch, dasselbe Buch |
| Relative Artikelwörter      | Relativpronomen                        | sie möchte sich die Haare färben lassen, mit welcher Absicht er gar nicht einverstanden ist (selten) |
| Interrogative Artikelwörter | Interrogativpronomen                   | welches Buch? was für ein Buch? |
| Indefinite Artikelwörter    | Indefinitpronomen                      | (irgend-)jemand Neues, ein bisschen Butter; außerdem: niemand, nichts, (irgend-)etwas, (irgend-)was, (irgend-)wer, genug, alle, jeder, sämtliche, beide, einige, etliche, manche, (irgend-)welche, solche, irgendein, kein, allerlei, solcherlei, derlei, dreierlei, ein wenig, ein paar |

### Besonderheiten der Flexion der Artikelwörter und Adjektive
Adjektive und Artikelwörter können adjektivisch und substantivisch verwendet werden:
- Adjektivisch stehen sie vor einem Substantiv in der Reihenfolge Artikel/Pronomen/Possessivpronomen + Adjektiv + Substantiv: „das Haus, dieses Haus, große Häuser, dieses große Haus, alle diese großen Häuser, diese vielen großen Häuser“. Die Adjektive werden dabei in Aufzählungen durch Kommata voneinander abgetrennt: er mag keine blauen, roten oder grünen Häuser. Possessivpronomen werden in der Regel ohne weitere Pronomen verwendet, selten werden sie durch das Pronomen dies näher bestimmt: dieses mein Haus.
- Substantivisch stehen Adjektive und Artikelwörter in Vertretung eines Substantives: das Haus – es ist groß, die Häuser – sie sind groß; dieses hier gefällt mir, jenes dort gefällt mir nicht; sie steht auf rote Autos, aber nicht auf grüne.
das ersetzt umgangssprachlich die substantivischen Pronomen dieses, jenes und es: das hier ist großartig, das da aber nicht.
Substantivische Adjektive und Pronomen im Singular Neutrum beziehen sich auch auf mehrere Dinge, bei Personen wird der Plural verwendet: Großes (Neutrum Singular) wird von Mächtigen (Plural) erwartet = große Dinge werden von mächtigen Personen erwartet.

Substantivische Adjektive und Artikelwörter können in einigen Fällen keinen Genitiv bilden. In attributiver Stellung kann er durch von + Dativ umschrieben werden: das Geld von Reichen, bei den Präpositionen wegen und trotz steht der Genitiv: wegen vieler, trotz so weniger. In Süddeutschland, in der Schweiz und in Österreich wird grundsätzlich gern anstelle des Genitivs der Dativ verwendet. Dabei ist der Dativ die ältere Form, wird aber heute seltener benutzt.

### Wortgruppenflexion
Im Deutschen werden in der Mehrzahl der Fälle nicht Einzelwörter, sondern ganze Nominalphrasen dekliniert. Grundlage der Wortgruppenflexion ist die Kongruenzregel: In Nominalphrasen stimmen Artikelwörter und Adjektive mit dem Substantiv in Genus, Numerus und Kasus überein (ein heißer Kaffee).
Artikelwörter, Adjektive und Substantive sind die Merkmalträger der Nominalphrase: sie enthalten Informationen über Genus, Numerus und Kasus. Dabei enthält jede Nominalphrase einen Hauptmerkmalträger; die anderen Elemente sind Nebenmerkmalträger. Hauptmerkmalträger (hier hervorgehoben) ist das am weitesten links stehende Element, das eine Endung trägt:
- weich-er blau-er Stoff
- ein/kein/mein weich-er blau-er Stoff
- d-er/dies-er weich-e blau-e Stoff
- wegen d-es weich-en blau-en Stoff-es
- wundervoll weich-er blau-er Stoff
- mit wundervoll weich-em blau-em Stoff(-e)
- mit kostbar-em weich-en blau-en Stoff(-e)
- unter-m grünen Baum; i-m Weißen Haus; zu-r alten Mühle

Auch substantivierte Adjektive sind entweder Haupt- oder Nebenmerkmalträger:
- ein trocken-er Rot-er
- jed-er trocken-e Rot-e

Ob ein Wort eine Endung erhält (eventuell auch: und was für eine Art von Endung), hängt davon ab, ob es Haupt- oder Nebenmerkmalträger ist:
| Wortart       | Hauptmerkmalträger                     | Nebenmerkmalträger                      |
| ------------- | -------------------------------------- | --------------------------------------- |
| Artikelwörter | starke Endung - manch-er gut-e Hinweis | keine Endung - manch gut-er Hinweis     |
| Adjektive     | starke Endung - ein schlimm-er Husten  | schwache Endung - d-er schlimm-e Husten |

### Adjektive und Ordinalia
Ob und wie das Adjektiv dekliniert wird, hängt von seinem Gebrauch ab: Ordinalia verhalten sich grammatisch wie andere Adjektive auch.

#### Deklinierter vs. nicht deklinierter Gebrauch von Adjektiven
| Deklination | Keine Deklination |
| --- | --- |
| Das Adjektiv wird dekliniert, wenn es attributiv und auf ein Substantiv bezogen („adsubstantivisch“) verwendet wird. Das Adjektiv ist dem Substantiv entweder voran- oder nachgestellt: - Voranstellung ist für attributive Adjektive der Normalfall (kleine Ursachen können große Wirkungen haben). - Daneben können flektierte Formen dem Substantiv auch als Nachtrag folgen (Alles geben Götter, die unendlichen, / Ihren Lieblingen ganz, / Alle Freuden, die unendlichen, / Alle Schmerzen, die unendlichen, ganz. [Goethe]). | Das Adjektiv wird nicht dekliniert, wenn es adverbial (er läuft schnell) oder prädikativ verwendet wird (Der Wahn ist kurz, die Reu ist lang. [Schiller]). Nicht dekliniert werden auch: - bestimmte Farbadjektive, die meist von Substantiven abgeleitet sind (orange, lila, rosa, beige, rosé) - Adjektive auf Vollvokal (prima, mini, hetero, tabu, sexy) - abgeleitete Adjektive auf -er (die Türme des Bremer Doms; Zweierbeziehung; in den achtziger Jahren) - als erster Teil in zusammengesetzten Wörtern: Neuruppin, Altkanzler, Altbau, Neubau, Großvater, Grünfink, Jungunternehmer, Rotkreuzschwester; in bestimmten mehrteiligen Wörtern (wie Zusammensetzungen): kölnisch Wasser, Schwäbisch Gmünd, vorangestellte Adjektive in bestimmten festen Verbindungen (vor Eigennamen: in ganz England; Personennamen: Jung Siegfried; in Nummerierungssystemen für Abschnitte und Kapitel: weiter mit A [gelesen: groß A]; vereinzelt: Bad mit warm Wasser) - nachgestellte Adjektive: - in engen (oft: idiomatischen) Nachträgen (mein Mann selig, tausend Euro bar, mit Max Schulze jun. [= junior]; Produktbezeichnungen: Forelle blau, Henkell trocken; presse- und werbesprachlich: Fußball brutal, Luxus pur; fachsprachlich: Nadelfeilen rund nach DIN 8342; Volkslied: Hänschen klein; poetische Sprache des 18./19. Jahrhunderts: bei einem Wirte wundermild [Uhland], Ich arme Jungfer zart, / Ach hätt ich doch genommen / Den König Drosselbart!) - in lockeren Nachträgen bzw. Appositionen (in Relativsatzfragmenten: die Sekretärin, müde und abgespannt, legte die Füße auf das Pult; in technischen Texten: bestell mir noch 200 Schrauben, verzinkt) |

#### Deklination bei zwei und mehr Adjektiven
Wenn zwei und mehr Adjektive aufeinander folgen, die jeweils ein eigenständiges Attribut zum Substantiv bilden, werden sie alle dem Substantiv entsprechend dekliniert. Die Interpretation solcher Konstruktionen kann variieren zwischen:
- Reihung (Max besitzt weiße, blaue und graue Hemden)
- Unterordnung (Max trägt am liebsten sein altes blaues Hemd)[24]

Im zweiten Fall kann altes so gedeutet werden, dass es sich auf eine Einheit blaues Hemd bezieht.
Im Gegensatz hierzu wird ein Adjektiv nicht dekliniert, wenn es sich enger auf ein Adjektiv bezieht, das seinerseits das einzige Attribut bildet:
- ein [entsetzlich kalter] Wind

#### Deklination bei substantivischen Komposita
Bei substantivischen Komposita werden attributiv verwendete Adjektive stets der ganzen Verbindung entsprechend dekliniert (ein steinerner Brückenpfeiler). Dies gilt auch in den relativ seltenen Fällen, in denen das Adjektiv sich nicht auf den letzten, sondern auf den ersten Teil des Kompositums bezieht (das geheime Wahlrecht; Eigennamen: die St. Johannkirche, die Teutoburger Waldeisenbahn).

#### Regeln für die Bildung der Deklinationsformen
Attributive Adjektive richten sich in Kasus, Numerus und Genus nach dem Substantiv, auf das sie sich beziehen. Genusunterschiede bestehen nur im Singular.
Einen entscheidenden Einfluss auf die Deklinationsformen haben die Artikelwörter. Jedes Adjektiv kann stark und schwach gebeugt werden. Wenn dem Adjektiv ein Artikelwort mit Beugungsendung vorangeht, wird das Adjektiv schwach flektiert, sonst stark.
- schwache Deklination (nach Artikelwort mit Beugungsendung): dieser blaue Hut
- starke Deklination (ohne Vorausgehen eines Artikelwortes mit Beugungsendung): blauer Hut; blauer Nagellack

Bei Artikelwörtern, die teils endungslose, teils flektierte Formen aufweisen (ein, kein, mein usw.), werden nachfolgende Adjektive teils stark, teils schwach flektiert. Einzelheiten siehe unten.
| Kasus     | Maskulin                                      | Neutrum                                       | Feminin                                   | Plural                                          |
| --------- | --------------------------------------------- | --------------------------------------------- | ----------------------------------------- | ----------------------------------------------- |
| Nominativ | kalter Kaffee der kalte Kaffee                | kaltes Wasser das kalte Wasser                | kalte Milch die kalte Milch               | kalte Getränke die kalten Getränke              |
| Genitiv   | wegen kalten Kaffees trotz des kalten Kaffees | wegen kalten Wassers trotz des kalten Wassers | wegen kalter Milch trotz der kalten Milch | wegen kalter Getränke trotz der kalten Getränke |
| Dativ     | mit kaltem Kaffee mit dem kalten Kaffee       | mit kaltem Wasser mit dem kalten Wasser       | mit kalter Milch mit der kalten Milch     | mit kalten Getränken mit den kalten Getränken   |
| Akkusativ | für kalten Kaffee für den kalten Kaffee       | für kaltes Wasser für das kalte Wasser        | für kalte Milch für die kalte Milch       | für kalte Getränke für die kalten Getränke      |

Die starke Deklination der Adjektive deckt sich zu großen Teilen mit der Deklination der Pronomen, insbesondere mit der des Demonstrativpronomen dieser. Zu Abweichungen kommt es lediglich beim Genitiv Singular Maskulinum (kalten Kaffees – dieses Kaffees) und beim Genitiv Singular Neutrum (kalten Wassers – dieses Wassers).
Bei der schwachen Deklination der Adjektive kommen nur zwei Endungen vor: -e und -en. Die Endung -en steht bei allen Pluralformen, bei allen Dativ- und Genitivformen sowie beim Singular des Maskulinums im Akkusativ.

##### Abweichungen von den Grundregeln
In einigen Fällen kommt es zu Abweichungen von den Grundregeln für die Wahl der Adjektivflexion:
- Nach stark flektierten Artikelwörtern wie z. B. mancher, die eine unbestimmte Menge, aber keine Gesamtheit angeben, werden die darauf folgenden Adjektive entweder schwach (wie gewöhnlich nach Artikelwörtern) oder stark (wie nach Zahladjektiven) dekliniert:[36]
  - „Sie hat manche gute(n) Gründe.“
  - „Er hat einiges gute(s) Material.“
  - „Die Familie besitzt vieles teure(s) Porzellan.“
- Nach Adjektiven, die demonstrativen Artikelwörtern und dem Indefinitum alle nahekommen, werden die darauffolgenden Adjektive tendenziell schwach flektiert (wie nach starken Artikelwörtern):[36]
  - „Die Tabelle enthält folgende neue(n) Waren.“
  - „Sportfans kennen die Namen sämtlicher neuen/neuer Spieler.“
- Bei einigen festen Wendungen, Sprichwörtern und Zitaten hat sich die im Mittelhochdeutschen bzw. Frühneuhochdeutschen mögliche Endungslosigkeit (statt -es) im Nominativ und Akkusativ Neutrum Singular bei starker Flexion erhalten:
  - „unser täglich Brot“, „trocken Brot“
  - „heiß Wasser“, „warm Wasser“, „fließend Wasser“
  - „ein ander Mal“
  - „auf gut Glück“
  - „für teuer Geld“
  - „sein eigen Fleisch und Blut“
  - „Gut Ding will Weile haben“ (Sprichwort)
  - „Kein schöner Land“ [Komparativ] (Volkslied)
  - „Ein garstig Lied! Pfui! Ein politisch Lied!“ (Zitat aus Goethes Faust I, Szene in Auerbachs Keller)
  - „All Ding ist Gift“ (Zitat von Paracelsus)

###### Adjektive auf -el, -er, -en
Bei Adjektiven, die auf -el, -er oder -en enden, fällt, wenn sie mit einem vokalisch endenden Suffix kombiniert werden, zuweilen ein unbetontes e weg (e-Tilgung):
- dunkel → ein dunkler Wald; illuster → eine illustre Gesellschaft; zerbrochen → ein zerbroch(e)ner Krug (Einzelheiten siehe im Artikel Kontraktion)

###### Unregelmäßig dekliniertes Adjektiv
Das einzige Adjektiv im Deutschen, das unregelmäßig dekliniert wird, ist hoch. Der suffixlosen Form hoch stehen hier die – von einem vokalisch anlautenden Suffix gefolgten – Formen hohe, hoher, hohes usw. gegenüber. Lediglich im Superlativ, wo das Suffix konsonantisch anlautet (-st) erscheint ebenfalls die Grundform (am höchsten).

###### Indeklinables Adjektiv
Bestimmte Adjektive werden nicht dekliniert. Hierzu gehören neben Zahlwörtern und geographischen Angaben vor allem Fremdwörter wie super, easy, gratis, extra, trans oder bi.

#### Flexion komparierter Adjektive
Komparierte Adjektive werden ebenso flektiert wie nicht komparierte:
- der klein-e/kleiner-e/kleinst-e Hund
- für den klein-en/kleiner-en/kleinst-en Hund
- trotz des klein-en/kleiner-en/kleinst-en Hundes
- mit dem klein-en/kleiner-en/kleinst-en Hund

### Artikelwörter, artikelähnliche Wörter und Pronomen

#### Übersicht
Bei den Artikelwörtern unterscheidet man endungslose von solchen, die eine Endung haben.
Artikelwörter haben großen Einfluss darauf, wie ein nachfolgendes Adjektiv flektiert wird. Hier einige ausgewählte Beispiele:
| Artikelwort | Nominativ                                                   | Nominativ                                                       | Nominativ                                 | Genitiv                                                                             |
| Artikelwort | Maskulin                                                    | Neutrum                                                         | Plural                                    | Maskulin Singular                                                                   |
| --- | ----------------------------------------------------------- | --------------------------------------------------------------- | ----------------------------------------- | ----------------------------------------------------------------------------------- |
| der | der kalte Kaffee                                            | das kalte Wasser                                                | die kalten Getränke                       | trotz des kalten Kaffees                                                            |
| diese | dieser kalte Kaffee                                         | dieses kalte Wasser                                             | diese kalten Getränke                     | trotz dieses (strittig: diesen) kalten Kaffees                                      |
| all | aller kalte Kaffee                                          | alles kalte Wasser                                              | alle kalten Getränke                      | trotz allen kalten Kaffees                                                          |
| jede | jeder wichtige Hinweis ein jeder wichtiger/wichtige Hinweis | jedes wichtige Stichwort ein jedes wichtiges/wichtige Stichwort | –                                         | trotz jeden (auch: jedes) wichtigen Hinweises trotz eines jeden wichtigen Hinweises |
| ein | ein kalter Kaffee                                           | ein kaltes Wasser                                               | –                                         | wegen eines kalten Kaffees                                                          |
| folgende | folgender wichtiger/wichtige Hinweis                        | folgendes wichtiges/wichtige Stichwort                          | folgende wichtige/wichtigen Einzelheiten  | trotz folgenden wichtigen (= wichtigen) Hinweises                                   |
| solche | solcher kalter/kalte Kaffee                                 | solches kaltes/kalte Wasser                                     | solche kalte/kalten Getränke              | trotz solchen kalten (= kalten) Kaffees                                             |
| manche | mancher wichtige Hinweis                                    | manches wichtige Stichwort                                      | manche wichtige/wichtigen Einzelheiten    | trotz manchen wichtigen Hinweises                                                   |
| viele | vieler kalter Kaffee                                        | vieles kaltes/kalte Wasser                                      | viele kalte Getränke                      | trotz vielen kalten (= kalten) Kaffees                                              |
| sämtliche | sämtlicher kalter/kalte Kaffee                              | sämtliches kaltes/kalte Wasser                                  | sämtliche (selten: kalte) kalten Getränke | trotz sämtlichen kalten (= kalten) Kaffees                                          |
| andere | anderer kalter Kaffee                                       | anderes kaltes Wasser                                           | andere kalte Getränke                     | trotz anderen kalten (= kalten) Kaffees                                             |
| etwas | etwas kalter Kaffee                                         | etwas kaltes Wasser                                             | –                                         | trotz etwas kalten Kaffees                                                          |
| Erklärung: grau = endungslose Formen, rosa = starke Flexion, hellblau = schwache Flexion, fett = irreguläre Fälle |                                                             |                                                                 |                                           |                                                                                     |

#### Flektierte Artikelwörter

##### Flektierte Artikelwörter mit schwach flektiertem Adjektiv

###### Bestimmter Artikel;diese,jene
| Kasus | Maskulin                                                                 | Neutrum                                                                  | Feminin                                          | Plural                                                 |
| --- | ------------------------------------------------------------------------ | ------------------------------------------------------------------------ | ------------------------------------------------ | ------------------------------------------------------ |
| Nominativ | der kalte Kaffee dieser kalte Kaffee                                     | das kalte Wasser dieses kalte Wasser                                     | die kalte Milch diese kalte Milch                | die kalten Getränke diese kalten Getränke              |
| Genitiv | trotz des kalten Kaffees trotz dieses (strittig: diesen)* kalten Kaffees | trotz des kalten Wassers trotz dieses (strittig: diesen)* kalten Wassers | trotz der kalten Milch trotz dieser kalten Milch | trotz der kalten Getränke trotz dieser kalten Getränke |
| Dativ | mit dem kalten Kaffee mit diesem kalten Kaffee                           | mit dem kalten Wasser mit diesem kalten Wasser                           | mit der kalten Milch mit dieser kalten Milch     | mit den kalten Getränken mit diesen kalten Getränken   |
| Akkusativ | für den kalten Kaffee für diesen kalten Kaffee                           | für das kalte Wasser für dieses kalte Wasser                             | für die kalte Milch für diese kalte Milch        | für die kalten Getränke für diese kalten Getränke      |
| Erklärung: grau = endungslose Formen, rosa = starke Flexion, hellblau = schwache Flexion, fett = irreguläre Fälle |                                                                          |                                                                          |                                                  |                                                        |

* Bei diese ist im Genitiv Maskulin und Neutrum die Form mit -es korrekt. In zunehmendem Umfang wird daneben aber auch -en gebräuchlich.
Nach demselben Muster wie diese wird das Wort jene flektiert.

###### All
Beim Wort all kommen zwei Gebrauchsweisen vor:
- unflektierter Gebrauch (all die/diese/unsere vergebliche Mühe)
- flektierter Gebrauch (all-e vergebliche Mühe)

Bei flektiertem Gebrauch weisen alle Formen Endungen auf. Nachfolgende Adjektive werden stets schwach flektiert:
| Kasus                                                         | Maskulin                   | Neutrum                    | Feminin                  | Plural                      |
| ------------------------------------------------------------- | -------------------------- | -------------------------- | ------------------------ | --------------------------- |
| Nominativ                                                     | aller kalte Kaffee         | alles kalte Wasser         | alle kalte Milch         | alle kalten Getränke        |
| Genitiv                                                       | trotz allen kalten Kaffees | trotz allen kalten Wassers | trotz aller kalten Milch | trotz aller kalten Getränke |
| Dativ                                                         | mit allem kalten Kaffee    | mit allem kalten Wasser    | mit aller kalten Milch   | mit allen kalten Getränken  |
| Akkusativ                                                     | für allen kalten Kaffee    | für alles kalte Wasser     | für alle kalte Milch     | für alle kalten Getränke    |
| Erklärung: rosa = starke Flexion, hellblau = schwache Flexion |                            |                            |                          |                             |

###### Jede
Das Wort jede besitzt nur Singularformen.
Beim Genitiv Maskulinum und Genitiv Neutrum wird bei nachfolgenden Adjektiven in zunehmendem Umfang die Endung -es verwendet. Der – konservative – Gebrauch der Endung -en ist nur zulässig, wenn das nachfolgende Substantiv ein Genitiv-s aufweist (die Pflicht jed-es Schüler-s; die Pflicht jed-en Schüler-s; die Pflicht jed-es Student-en; die Pflicht jeden Studenten).
Dem Wort jeder kann der unbestimmte Artikel ein vorangestellt werden. In Fällen, wo dieser endungslos ist, kann ein nachfolgendes Adjektiv wahlweise stark oder schwach flektiert werden:
| Kasus | Maskulin                                                                            | Neutrum                                                                                 | Feminin                                                               |
| --- | ----------------------------------------------------------------------------------- | --------------------------------------------------------------------------------------- | --------------------------------------------------------------------- |
| Nominativ | jeder wichtige Hinweis ein jeder wichtiger/wichtige Hinweis                         | jedes wichtige Stichwort ein jedes wichtiges/wichtige Stichwort                         | jede wichtige Anmerkung eine jede wichtige Anmerkung                  |
| Genitiv | trotz jeden (auch: jedes) wichtigen Hinweises trotz eines jeden wichtigen Hinweises | trotz jeden (auch: jedes) wichtigen Stichwortes trotz eines jeden wichtigen Stichwortes | trotz jeder wichtigen Anmerkung trotz einer jeden wichtigen Anmerkung |
| Dativ | mit jedem wichtigen Hinweis mit einem jeden wichtigen Hinweis                       | mit jedem wichtigen Stichwort mit einem jeden wichtigen Stichwort                       | mit jeder wichtigen Anmerkung mit einer jeden wichtigen Anmerkung     |
| Akkusativ | für jeden wichtigen Hinweis für einen jeden wichtigen Hinweis                       | für jedes wichtige Stichwort für ein jedes wichtiges/wichtige Stichwort                 | für jede wichtige Anmerkung für eine jede wichtige Anmerkung          |
| Erklärung: grau = endungslose Formen, rosa = starke Flexion, hellblau = schwache Flexion, fett = irreguläre Fälle |                                                                                     |                                                                                         |                                                                       |

###### Beide
Das Wort beide besitzt nur Pluralformen. Wenn es Hauptmerkmalträger ist, wird es stark flektiert, sonst schwach. Nachfolgende Adjektive werden stets schwach flektiert.
| Kasus                                                         | Plural                                                           |
| ------------------------------------------------------------- | ---------------------------------------------------------------- |
| Nominativ                                                     | beide kalten Getränke diese beiden kalten Getränke               |
| Genitiv                                                       | trotz beider kalten Getränke trotz dieser beiden kalten Getränke |
| Dativ                                                         | mit beiden kalten Getränken mit diesen beiden kalten Getränken   |
| Akkusativ                                                     | für beide kalten Getränke für diese beiden kalten Getränke       |
| Erklärung: rosa = starke Flexion, hellblau = schwache Flexion |                                                                  |

##### Flektierte Artikelwörter mit uneinheitlich flektiertem Adjektiv

###### Paradigmaein
Zu diesem Typ gehören die Wörter ein und kein sowie die possessiven Artikelwörter (mein, dein, sein, ihr, unser, euer). Diesen ist gemeinsam, dass sie beim attributiven Gebrauch in einigen Fällen keine Endung haben. Die Suffixlosigkeit des Artikelwortes erzwingt in diesen Fällen eine starke Flexion des Adjektivs; in allen übrigen Fällen wird das Adjektiv schwach flektiert.
| Kasus                                                                                    | Maskulin                    | Neutrum                     | Feminin                   | Plural                       |
| ---------------------------------------------------------------------------------------- | --------------------------- | --------------------------- | ------------------------- | ---------------------------- |
| Nominativ                                                                                | mein kalter Kaffee          | mein kaltes Wasser          | meine kalte Milch         | meine kalten Getränke        |
| Genitiv                                                                                  | wegen meines kalten Kaffees | wegen meines kalten Wassers | wegen meiner kalten Milch | wegen meiner kalten Getränke |
| Dativ                                                                                    | mit meinem kalten Kaffee    | mit meinem kalten Wasser    | mit meiner kalten Milch   | mit meinen kalten Getränken  |
| Akkusativ                                                                                | für meinen kalten Kaffee    | für mein kaltes Wasser      | für meine kalte Milch     | für meine kalten Getränke    |
| Erklärung: grau = endungslose Formen, rosa = starke Flexion, hellblau = schwache Flexion |                             |                             |                           |                              |

Da Nominalphrasen im Deutschen immer einen Hauptmerkmalträger enthalten müssen, erscheinen bei prädikativem Gebrauch Endungen auch in den sonst endungslosen Formen:
- attributiv: Mia liest ein Buch.
- prädikativ: Auch Vera liest ein-(e)s.

Die possessiven Artikelwörter unser und euer können vor einer Endung kontrahierte Formen erhalten:
- mit unseren/unsern/unsren Partnern (Einzelheiten im Artikel Kontraktion)

###### Paradigmafolgende
Das demonstrative Adjektiv folgende wird, wenn es Hauptmerkmalträger sind, stark flektiert; nachfolgende Adjektive können stark oder schwach flektiert werden. Wenn folgende Nebenmerkmalträger ist, wird es, gemeinsam mit eventuell nachfolgenden Adjektiven, schwach flektiert:
| Kasus                                                         | Maskulin                                                                                     | Neutrum                                                                                        | Feminin                                                                                  | Plural                                                                                         |
| ------------------------------------------------------------- | -------------------------------------------------------------------------------------------- | ---------------------------------------------------------------------------------------------- | ---------------------------------------------------------------------------------------- | ---------------------------------------------------------------------------------------------- |
| Nominativ                                                     | folgender wichtiger/wichtige Hinweis dieser folgende wichtige Hinweis                        | folgendes wichtiges/wichtige Stichwort dieses folgende wichtige Stichwort                      | folgende wichtige (= wichtige) Anmerkung diese folgende wichtige Anmerkung               | folgende wichtige/wichtigen Einzelheiten diese folgenden wichtigen Einzelheiten                |
| Genitiv                                                       | trotz folgenden wichtigen (= wichtigen) Hinweises trotz dieses folgenden wichtigen Hinweises | trotz folgenden wichtigen (= wichtigen) Stichworts trotz dieses folgenden wichtigen Stichworts | trotz folgender wichtiger/wichtigen Anmerkung trotz dieser folgenden wichtigen Anmerkung | trotz folgender wichtiger/wichtigen Einzelheiten trotz dieser folgenden wichtigen Einzelheiten |
| Dativ                                                         | mit folgendem wichtigem/wichtigen Hinweis mit diesem folgenden wichtigen Hinweis             | mit folgendem wichtigem/wichtigen Stichwort mit diesem folgenden wichtigen Stichwort           | mit folgender wichtiger/wichtigen Anmerkung mit dieser folgenden wichtigen Anmerkung     | mit folgenden wichtigen (= wichtigen) Einzelheiten mit diesen folgenden wichtigen Einzelheiten |
| Akkusativ                                                     | für folgenden wichtigen (= wichtigen) Hinweis für diesen folgenden wichtigen Hinweis         | für folgendes wichtiges/wichtige Stichwort für dieses folgende wichtige Stichwort              | für folgende wichtige (= wichtige) Anmerkung für diese folgende wichtige Anmerkung       | für folgende wichtige/wichtigen Einzelheiten für diese folgenden wichtigen Einzelheiten        |
| Erklärung: rosa = starke Flexion, hellblau = schwache Flexion |                                                                                              |                                                                                                |                                                                                          |                                                                                                |

Artikellose demonstrative Adjektive wie z. B. obige, erstere, letztere, besagte, fragliche, selbige werden nach demselben Muster flektiert.
Die Wörter welche, etwelche und irgendwelche werden nach demselben Muster flektiert, erscheinen jedoch nie mit vorangestelltem Artikelwort (welch-er kalt-e/kalt-er Kaffee; dieser welche kalte Kaffee).

###### Solche
Adjektive, die auf eine flektierte Form von solche folgen, werden wahlweise stark oder schwach flektiert. Wenn dem flektierten solche der unbestimmte Artikel ein vorausgeht, wird ein Adjektiv, das nachfolgt, parallel zu solche flektiert:
| Kasus                                                                                    | Maskulin                                                                   | Neutrum                                                                    | Feminin                                                            | Plural                                    |
| ---------------------------------------------------------------------------------------- | -------------------------------------------------------------------------- | -------------------------------------------------------------------------- | ------------------------------------------------------------------ | ----------------------------------------- |
| Nominativ                                                                                | solcher kalter/kalte Kaffee ein solcher kalter Kaffee                      | solches kaltes/kalte Wasser ein solches kaltes Wasser                      | solche kalte (= kalte) Milch eine solche kalte Milch               | solche kalte/kalten Getränke –            |
| Genitiv                                                                                  | trotz solchen kalten (= kalten) Kaffees trotz eines solchen kalten Kaffees | trotz solchen kalten (= kalten) Wassers trotz eines solchen kalten Wassers | trotz solcher kalter/kalten Milch trotz einer solchen kalten Milch | trotz solcher kalter/kalten Getränke –    |
| Dativ                                                                                    | mit solchem kaltem/kalten Kaffee mit einem solchen kalten Kaffee           | mit solchem kaltem/kalten Wasser mit einem solchen kalten Wasser           | mit solcher kalter/kalten Milch mit einer solchen kalten Milch     | mit solchen kalten (= kalten) Getränken – |
| Akkusativ                                                                                | für solchen kalten (= kalten) Kaffee für einen solchen kalten Kaffee       | für solches kaltes/kalte Wasser für ein solches kaltes Wasser              | für solche kalte (= kalte) Milch für eine solche kalte Milch       | für solche kalte/kalten Getränke –        |
| Erklärung: grau = endungslose Formen, rosa = starke Flexion, hellblau = schwache Flexion |                                                                            |                                                                            |                                                                    |                                           |

Ebenso wie welche und manche kann solche auch endungslos und unflektiert werden (solch ein gutes Buch; siehe unten).

###### Manche
Wenn auf das Wort manche ein Adjektiv folgt, so wird dieses im Singular schwach, und im Plural wahlweise stark oder schwach flektiert:
| Kasus                                                                                  | Maskulin                          | Neutrum                            | Feminin                           | Plural                                          |
| -------------------------------------------------------------------------------------- | --------------------------------- | ---------------------------------- | --------------------------------- | ----------------------------------------------- |
| Nominativ                                                                              | mancher wichtige Hinweis          | manches wichtige Stichwort         | manche wichtige Anmerkung         | manche wichtige/wichtigen Einzelheiten          |
| Genitiv                                                                                | trotz manchen wichtigen Hinweises | trotz manchen wichtigen Stichworts | trotz mancher wichtigen Anmerkung | trotz mancher wichtiger/wichtigen Einzelheiten  |
| Dativ                                                                                  | mit manchem wichtigen Hinweis     | mit manchem wichtigen Stichwort    | mit mancher wichtigen Anmerkung   | mit manchen (wichtigen=) wichtigen Einzelheiten |
| Akkusativ                                                                              | für manchen wichtigen Hinweis     | für manches wichtige Stichwort     | für manche wichtige Anmerkung     | für manche wichtige/wichtigen Einzelheiten      |
| Erklärung: rosa = starke Flexion, hellblau = schwache Flexion, fett = irreguläre Fälle |                                   |                                    |                                   |                                                 |

Das Wort manche wird daneben auch endungslos verwendet (siehe unten).

###### Viele
Wenn auf das Wort viele ein Adjektiv folgt, so wird dieses stark flektiert. Im Neutrum wird es daneben oft schwach flektiert:
| Kasus                                                                                  | Maskulin                                                 | Neutrum                                                                   | Feminin                                                    | Plural                                                           |
| -------------------------------------------------------------------------------------- | -------------------------------------------------------- | ------------------------------------------------------------------------- | ---------------------------------------------------------- | ---------------------------------------------------------------- |
| Nominativ                                                                              | vieler kalter Kaffee dieser viele kalte Kaffee           | vieles kaltes/kalte Wasser dieses viele kalte Wasser                      | viele kalte Milch diese viele kalte Milch                  | viele kalte Getränke diese vielen kalten Getränke                |
| Genitiv                                                                                | vieler kalter Kaffee trotz dieses vielen kalten Kaffees  | trotz vielen kalten (= kalten) Wassers trotz dieses vielen kalten Wassers | trotz vieler kalter Milch trotz dieser vielen kalten Milch | trotz vieler kalter Getränke trotz dieser vielen kalten Getränke |
| Dativ                                                                                  | mit vielem kaltem Kaffee mit diesem vielen kalten Kaffee | mit vielem kaltem/kalten Wasser mit diesem vielen kalten Wasser           | mit vieler kalter Milch mit dieser vielen kalten Milch     | mit vielen kalten Getränken mit diesen vielen kalten Getränken   |
| Akkusativ                                                                              | für vielen kalten Kaffee für diesen vielen kalten Kaffee | für vieles kaltes/kalte Wasser für dieses viele kalte Wasser              | für viele kalte Milch für diese viele kalte Milch          | für viele kalte Getränke für diese vielen kalten Getränke        |
| Erklärung: rosa = starke Flexion, hellblau = schwache Flexion, fett = irreguläre Fälle |                                                          |                                                                           |                                                            |                                                                  |

Das Wort viele wird daneben auch endungslos verwendet (siehe unten).

###### Sämtliche
Wenn auf das Wort sämtliche ein Adjektiv folgt, so wird dieses wahlweise stark oder schwach flektiert. Im Plural Nominativ, Akkusativ und Dativ wird es meist schwach flektiert.
| Kasus                                                         | Maskulin                                   | Neutrum                                    | Feminin                              | Plural                                        |
| ------------------------------------------------------------- | ------------------------------------------ | ------------------------------------------ | ------------------------------------ | --------------------------------------------- |
| Nominativ                                                     | sämtlicher kalter/kalte Kaffee             | sämtliches kaltes/kalte Wasser             | sämtliche kalte (= kalte) Milch      | sämtliche (selten: kalte) kalten Getränke     |
| Genitiv                                                       | trotz sämtlichen kalten (= kalten) Kaffees | trotz sämtlichen kalten (= kalten) Wassers | trotz sämtlicher kalter/kalten Milch | trotz sämtlicher kalter/kalten Getränke       |
| Dativ                                                         | mit sämtlichem kaltem/kalten Kaffee        | mit sämtlichem kaltem/kalten Wasser        | mit sämtlicher kalter/kalten Milch   | mit sämtlichen (kalten=) kalten Getränken     |
| Akkusativ                                                     | für sämtlichen kalten (= kalten) Kaffee    | für sämtliches kaltes/kalte Wasser         | für sämtliche kalte (= kalte) Milch  | für sämtliche (selten: kalte) kalten Getränke |
| Erklärung: rosa = starke Flexion, hellblau = schwache Flexion |                                            |                                            |                                      |                                               |

###### Wer, irgendwer
Die flektierten Indefinitpronomen wer und irgendwer erscheinen gelegentlich mit einer Apposition, meist einem substantivierten Adjektiv. Dieses wird – der Grundregel der Adjektivflexion entsprechend – schwach flektiert. Ebenso wie bei nach den Indefinitpronomen jemand und niemand erscheint im Nominativ und Akkusativ grundsätzlich aber die Endung -es, die keineswegs auf ein Neutrum, sondern auf einen ursprünglichen Genitiv verweist.
| Kasus                                                                                        | Singular                                 |
| -------------------------------------------------------------------------------------------- | ---------------------------------------- |
| Nominativ                                                                                    | wer Unbekanntes                          |
| Genitiv                                                                                      | –                                        |
| Dativ                                                                                        | mit wem Unbekannten                      |
| Akkusativ                                                                                    | für wen Unbekanntes, für wen Unbekannten |
| Erklärung: grün = ursprünglicher Genitiv, rosa = starke Flexion, hellblau = schwache Flexion |                                          |

##### Artikelwörter, die sich wie Adjektive verhalten
Adjektive, die auf die Artikelwörter andere, wenige, einige, etliche und etwelche folgen, werden flektiert, als ob ein Adjektiv voranginge:
| Kasus                                                         | Maskulin                                                           | Neutrum                                                            | Feminin                                                        | Plural                                                               |
| ------------------------------------------------------------- | ------------------------------------------------------------------ | ------------------------------------------------------------------ | -------------------------------------------------------------- | -------------------------------------------------------------------- |
| Nominativ                                                     | anderer kalter Kaffee dieser andere kalte Kaffee                   | anderes kaltes Wasser dieses andere kalte Wasser                   | andere kalte Milch diese andere kalte Milch                    | andere kalte Getränke diese anderen kalten Getränke                  |
| Nominativ                                                     | frischer kalter Kaffee dieser frische kalte Kaffee                 | frisches kaltes Wasser dieses frische kalte Wasser                 | frische kalte Milch diese frische kalte Milch                  | frische kalte Getränke diese frischen kalten Getränke                |
| Genitiv                                                       | trotz anderen kalten Kaffees trotz dieses anderen kalten Kaffees   | trotz anderen kalten Wassers trotz dieses anderen kalten Wassers   | trotz anderer kalter Milch trotz dieser anderen kalten Milch   | trotz anderer kalter Getränke trotz dieser anderen kalten Getränke   |
| Genitiv                                                       | trotz frischen kalten Kaffees trotz dieses frischen kalten Kaffees | trotz frischen kalten Wassers trotz dieses frischen kalten Wassers | trotz frischer kalter Milch trotz dieser frischen kalten Milch | trotz frischer kalter Getränke trotz dieser frischen kalten Getränke |
| Dativ                                                         | mit anderem kaltem Kaffee mit diesem anderen kalten Kaffee         | mit anderem kaltem Wasser mit diesem anderen kalten Wasser         | mit anderer kalter Milch mit dieser anderen kalten Milch       | mit anderen kalten Getränken mit diesen anderen kalten Getränken     |
| Dativ                                                         | mit frischem kaltem Kaffee mit diesem frischen kalten Kaffee       | mit frischem kaltem Wasser mit diesem frischen kalten Wasser       | mit frischer kalter Milch mit dieser frischen kalten Milch     | mit frischen kalten Getränken mit diesen frischen kalten Getränken   |
| Akkusativ                                                     | für anderen kalten Kaffee für diesen anderen kalten Kaffee         | für anderes kaltes Wasser für dieses andere kalte Wasser           | für andere kalte Milch für diese andere kalte Milch            | für andere kalte Getränke für diese anderen kalten Getränke          |
| Akkusativ                                                     | für frischen kalten Kaffee für diesen frischen kalten Kaffee       | für frisches kaltes Wasser für dieses frische kalte Wasser         | für frische kalte Milch für diese frische kalte Milch          | für frische kalte Getränke für diese frischen kalten Getränke        |
| Erklärung: rosa = starke Flexion, hellblau = schwache Flexion |                                                                    |                                                                    |                                                                |                                                                      |

Folgende Besonderheiten:
- Mit Ausnahme von wenige (der wenige kalte Kaffee) erscheinen die Wörter dieser Gruppe nie mit vorangestelltem Artikelwort (einiger kalter Kaffee; dieser einige kalte Kaffee).[12][13]
- Das Wort mehrere besitzt aber nur Pluralformen (mehrere kalte Getränke).[45]

#### Nicht flektierte Artikelwörter

##### Manch, solch, welch, viel, wenig
Einige sonst flektierte Artikelwörter weisen in bestimmtem Gebrauch endungslose Formen auf:
- manch kann in gehobenem Stil endungslos gebraucht werden (manch junge Frau; aber: manch-e junge Frau)[51]
- dasselbe gilt für solch (mit solch groß-em Aufwand; aber: mit solch-em groß-em/groß-en Aufwand)[48]
- welch kann in Ausrufesätzen endungslos gebraucht werden (Mit welch kühnem Schwung(e) die Buchstaben geschrieben sind! Aber: welch-er kühne Schwung)[51]
- auch die Wörter viel und wenig können endungslos gebraucht werden (mit viel/wenig kalt-em Wasser; aber: mit viel-em/wenig-em kalt-en Wasser)[48]

##### Etwas, genug, nichts, Bildungen auf-erlei; dessen, deren, wessen
Einige Artikelwörter und Pronomen werden nicht adjektivisch, sondern substantivisch gebeugt. Dies betrifft u. a. die Wörter etwas, nichts, genug, niemand, dessen/deren, wessen sowie die Bildungen auf -erlei (beiderlei, derlei, mancherlei, vielerlei, zweierlei usw.). Nachfolgende Adjektive werden stets stark flektiert:
- etwas grün-er Tee
- Wigman, deren ausdrucksstark-er Tanz das Publikum faszinierte

##### Jemand, irgendjemand, niemand
Die Indefinitpronomen jemand, irgendjemand und niemand schwanken zwischen substantivischer und adjektivischer Flexion: jemand sein – trotz jemand/-es hoffen – mit jemand/-em sprechen – für jemand/-en bürgen.
Beiden Wörtern, sowie auch dem Wort wer, kann eine enge Apposition folgen. Meist handelt es sich um ein substantiviertes Adjektiv. Standardsprachlich weist dieses Adjektiv im Nominativ und im Akkusativ die Endung -es auf. Hierbei handelt es sich um einen ursprünglichen Genitiv, der heute jedoch meist als Nominativ/Akkusativ Neutrum empfunden wird.
Standardsprachlich findet die Grundregel der Adjektivdeklination Anwendung (auf endungslose Formen folgen stark flektierte Formen). Daneben existieren jedoch auch verschiedene umgangssprachliche Formen:
| Kasus | Standardsprachlich analog zur Beugung des Neutrum | Umgangssprachlich                                  |
| --- | ------------------------------------------------- | -------------------------------------------------- |
| Nominativ | jemand Unbekanntes                                | jemand Unbekannter                                 |
| Genitiv | trotz jemand Unbekannten                          |                                                    |
| Dativ | mit jemand Unbekanntem                            | mit jemandem Unbekanntem, mit jemandem Unbekannten |
| Akkusativ | für jemand Unbekanntes                            | für jemand Unbekannten, für jemanden Unbekanntes   |
| Erklärung: grau = endungslose Formen, grün = ursprünglicher Genitiv, rosa = starke Flexion, hellblau = schwache Flexion |                                                   |                                                    |

##### Kardinalzahlen
Die Kardinalzahlen von zwei bis zwölf, die gewöhnlich gar nicht flektiert werden, erhalten im Genitiv, sofern kein Artikelwort verwendet wird, die starke Endung -er (die Kinder zwei-er Menschen). Nachfolgende Adjektive werden stark flektiert (die Kinder zwei-er glücklich-er Menschen).
Das Zahlwort eins wird in adjektivischer Position auch als unbestimmter Artikel verwendet und wird wie ein Possessivpronomen dekliniert, in substantivischer Position wie ein übliches Adjektiv.
Das Zahlwort zwei wird im jüngeren Neuhochdeutschen normalerweise nicht mehr in seinem Geschlecht angepasst (siehe dazu Zwei#Sprachliches):
Die übrigen Zahlwörter bleiben in der Regel unverändert, sie werden kaum substantivisch verwendet: in drei Häusern (Dativ).
| Kasus                                                                                    | ein                                                     | zwei                                                  | dreizehn                                                    |
| ---------------------------------------------------------------------------------------- | ------------------------------------------------------- | ----------------------------------------------------- | ----------------------------------------------------------- |
| Nominativ                                                                                | ein großer Hund der eine große Hund                     | zwei große Hunde die zwei großen Hunde                | dreizehn große Hunde die dreizehn großen Hunde              |
| Genitiv                                                                                  | trotz eines großen Hundes trotz des einen großen Hundes | trotz zweier großer Hunde trotz der zwei großen Hunde | trotz dreizehn großer Hunde trotz der dreizehn großen Hunde |
| Dativ                                                                                    | mit einem großen Hund mit dem einen großen Hund         | mit zwei großen Hunden mit den zwei großen Hunden     | mit dreizehn großen Hunden mit den dreizehn großen Hunden   |
| Akkusativ                                                                                | für einen großen Hund für den einen großen Hund         | für zwei große Hunde für die zwei großen Hunde        | für dreizehn große Hunde für die dreizehn großen Hunde      |
| Erklärung: grau = endungslose Formen, rosa = starke Flexion, hellblau = schwache Flexion |                                                         |                                                       |                                                             |

Anmerkungen zum Genitiv:
- Zahlen von zwei bis zwölf ohne Artikel erhalten im Genitiv die Endung -er.
- Der attributive Genitiv wird gewöhnlich durch die Präposition von umschrieben oder benötigt den bestimmten Artikel: die Türen von 21 Häusern, die Türen der 21 Häuser.
- Der präpositionale Genitiv und der Genitiv als Objekt können nur mit der Endung -er (für Zahlen von 1 bis 12), dem bestimmten Artikel oder anderen Pronomen gebildet werden: mittels zweier Anrufe, aufgrund dieser drei Anrufe; er erbarmte sich der drei Wanderer.

Der substantivische Dativ wird bei Zahlen von eins bis zwölf durch die Endung -en gebildet: dort stehen drei Häuser – in zweien brennt es. Bei anderen Zahlen kann der Partitiv zur Hilfe genommen werden: dort stehen zwanzig Häuser – in neunzehn (von ihnen) brennt Licht.
Substantivisch existieren darüber hinaus Hunderte – von Hunderten – zu Hunderten und Tausende – von Tausenden – zu Tausenden, sowie (das) Hundert – vom Hundert und (das) Tausend – vom Tausend.